# James Schumacher
James Schumacher (Ottersberg, 1863. november 18. – Woodford, 1933. június 16.) angol nemzetközi labdarúgó-játékvezető.

## Pályafutása

### Nemzeti kupamérkőzések
Vezetett Kupa-döntők száma: 1.

#### FA Kupa
| Időpont           | Helyszín                       | Mérkőzés típusa | Mérkőzés                      | Eredmény | Nézők száma |
| ----------------- | ------------------------------ | --------------- | ----------------------------- | -------- | ----------- |
| 1912. április 20. | Crystal Palace Stadion, London | döntő           | Barnsley–West Bromwich Albion | 0 : 0    | 54 434      |

### Nemzetközi játékvezetés
Az Angol labdarúgó-szövetség Játékvezető Bizottsága (JB) 1909-ben terjesztette fel nemzetközi játékvezetőnek, a Nemzetközi Labdarúgó-szövetség (FIFA) bíróinak keretébe. Több nemzetek közötti válogatott és klubmérkőzést vezetett. Az aktív nemzetközi játékvezetéstől 1914-ben búcsúzott. Válogatott mérkőzéseinek száma: 6.

## Magyar vonatkozás
| Időpont           | Helyszín                          | Mérkőzés típusa         | Mérkőzés              | Eredmény | Nézők száma |
| ----------------- | --------------------------------- | ----------------------- | --------------------- | -------- | ----------- |
| 1913. október 26. | Hungária körúti Stadion, Budapest | 47. válogatott mérkőzés | Magyarország–Ausztria | 4 : 3    | 32 000      |

## Külső hivatkozások
- James Schumacher. footballzz.com. (Hozzáférés: 2012. április 15.)
- James Schumacher. footballdatabase.eu. (Hozzáférés: 2012. április 15.)
- James Schumacher. eu-football.info. (Hozzáférés: 2012. április 15.)
- James Schumacher. iffhs.de. (Hozzáférés: 2012. április 15.)

| Elődje: John Pearson | FA Kupa döntő 1912 | Utódja: Arthur Adams |